# 에르찬가르 2세
에르찬가르 2세(Erchanger II, 870년/880년 ~ 917년 1월 21일)는 동프랑크 왕국의 귀족으로, 알라홀핑 가문 출신 슈바벤의 팔라틴백작이자 슈바벤 공작이었다. 슈바벤공작 베르크톨드와 동프랑크 왕국 독일인 루트비히 2세와 엠마 폰 아르톨프의 딸 기셀라 폰 동프랑크의 아들이다. 후일 콘라두스 1세의 왕비가 되는 쿠니군데의 오빠가 된다.